# 寺島由渚
寺島 由渚（てらしま ゆな、2008年2月25日 - ）は、日本のアイドル、俳優、タレント。
2024年までスターダストプロモーションに所属していた。元スタプラ研究生メンバー。

## 略歴
東京都出身。2022年4月、「おはスタ」（テレビ東京系列）のプロジェクト【シン・おはガールへの道】におはガール練習生として参加。４～９月まで「おはスタ」への生出演をはじめ、公式YouTubeチャンネル等で活動を行う。
2022年4月13日、Instagram個人アカウントを開設。2022年4月23日、TEAM SHACHI「TOUR 2022 〜猪突！猛進！猛進！猛進！猛進！〜」中野サンプラザ公演にスタプラ研究生として出演。初ステージ。
2022年5月、西松屋 テレビCM「ちょうどいいふく〜Tシャツ・タンクトップ篇〜」に出演。
2022年9月23日、「おはスタ25周年記念ステージ」に出演。2022年10月23日、「女・組長祭 2022」（渋谷区文化総合センター大和田 さくらホール）にスタプラ研究生としてオープニングアクトで出演。
2023年1月、やる気スイッチグループ「スクールIE」公式ホームページの広告モデルに起用。2023年3月18日、スタプラ研究生「フリーイベント@ららぽーと立川立飛」（ららぽーと立川立飛）に出演。スタプラ研究生初のフリーイベント。
2023年3月15日、中学校を卒業したことをInstagramで報告。
2023年4月7日、高等学校入学をInstagramで報告。
2023年4月9日、スタプラ研究生「スタプラ研究生 THE FIRST 〜追い風とストーリー〜」（渋谷ストリームホール）出演。2023年4月22日、スタプラ研究生「スタプラ研究生 THE FIRST 〜追い風とストーリー〜 後夜祭」（カメイドクロック カメクロステージ）出演。
2023年5月19日、いぎなり東北産「いぎなり東北産 全国絶対に負けないツアー」東京・LINE CUBE SHIBUYA公演にスタプラ研究生としてオープニングアクトで出演。
2023年5月20日、スタプラ研究生「スタプラ研究生 フリーイベント ～トーキョーを超えて!!HOTなワンダフルタイム～ @千葉・イオンモール幕張新都心」（イオンモール幕張新都心）に出演。
2023年5月21日、佐々木彩夏ソロコンサート「AYAKA NATION 2023 in YOKOHAMA Arena 〜FRIENDS〜」（横浜アリーナ）にスタプラ研究生として出演。
2023年6月3日、「柚姫の部屋フェス 2023」（Zepp Shinjuku）＜1部＞〜ついにZepp!!部屋フェス第1部、立派に育ちました。でも感動の涙はいらないよ編〜・＜2部＞〜ついにZepp!!部屋フェス第2部、立派に育ちました。きっと笑いは漏れるよね編〜にスタプラ研究生としてウェルカムルームアクトで出演。
2023年6月4日、前日出演した「柚姫の部屋フェス 2023」を最後にスタプラ研究生の活動から離れることを発表。
2024年12月24日、2024年12月31日を以てスターダストプロモーションを退所することを発表。

## 人物
- あだ名："しまゆー"。
- 特技：弾き語り[11]。
- 趣味：弾き語り、イラストを描くこと。
- 性格：元気・ポジティブ。
- 将来の夢・目標：みんなの元気の糧になるような人になる。
- 事務所にスカウトから所属。
- 自身のアピールポイントは「歌声と元気」。
- 趣味・特技の弾き語りは「おはスタ」での披露に加え、TikTok・Instagramで定期的に投稿している。
- 得意教科は社会と国語。
- 好きな色はピンク・白・黒。
- mbti診断ではISFP型。
- スタプラ研究生の活動から離れた後について、「音楽についてもっと専門的な知識を身につけ、楽器もまたしっかり学んでいこうと思っています。」と語っている[10]。

## 出演

### テレビ
- 2022年4月20日 - 「おはスタ」（テレビ東京系列）に生出演。以降9月23日の出演コーナー『シン・おはガールへの道』最終回までおはガール練習生として定期的に出演。

### CM・広告
- 2022年5月 - 西松屋 テレビCM「ちょうどいいふく〜Tシャツ・タンクトップ篇〜」
- 2023年1月 - やる気スイッチグループ「スクールIE」公式ホームページ

### ライブ・イベント
- 2022年4月23日 - TEAM SHACHI「TOUR 2022 〜猪突！猛進！猛進！猛進！猛進！〜」中野サンプラザ公演にスタプラ研究生として出演。
- 2022年9月23日 - 「おはスタ」（テレビ東京系列）のオフラインイベント「おはスタ25周年記念ステージ」（池袋・サンシャインシティ）に出演。
- 2022年10月23日 - 「女・組長祭 2022」（渋谷区文化総合センター大和田 さくらホール）にスタプラ研究生としてオープニングアクトで出演。
- 2023年3月18日 - スタプラ研究生「フリーイベント@ららぽーと立川立飛」（ららぽーと立川立飛）出演。
- 2023年4月9日 - スタプラ研究生「スタプラ研究生 THE FIRST 〜追い風とストーリー〜」出演。
- 2023年4月22日、スタプラ研究生「スタプラ研究生 THE FIRST 〜追い風とストーリー〜 後夜祭」（カメイドクロック カメクロステージ）出演。
- 2023年5月19日、いぎなり東北産「いぎなり東北産 全国絶対に負けないツアー」東京・LINE CUBE SHIBUYA公演にスタプラ研究生としてオープニングアクトで出演。
- 2023年5月20日 - スタプラ研究生「スタプラ研究生 フリーイベント ～トーキョーを超えて!!HOTなワンダフルタイム～ @千葉・イオンモール幕張新都心」（イオンモール幕張新都心）に出演。
- 2023年5月21日 - 佐々木彩夏ソロコンサート「AYAKA NATION 2023 in YOKOHAMA Arena 〜FRIENDS〜」（横浜アリーナ）にスタプラ研究生として出演。
- 2023年6月3日、「柚姫の部屋フェス 2023」（Zepp Shinjuku）＜1部＞〜ついにZepp!!部屋フェス第1部、立派に育ちました。でも感動の涙はいらないよ編〜・＜2部＞〜ついにZepp!!部屋フェス第2部、立派に育ちました。きっと笑いは漏れるよね編〜にスタプラ研究生としてウェルカムルームアクトで出演。

### 配信他
- 2023年4月10日配信 - 「スタプラ研究生のまだまだ７時ッ！」#１／神対応選手権①[12]
- 2023年4月14日配信 - 「スタプラ研究生のまだまだ７時ッ！」#２／神対応選手権②[13]
- 2023年4月20日配信 - 「スタプラ研究生のまだまだ７時ッ！」#３／神対応選手権③[14]
- 2023年4月27日配信 - 「スタプラ研究生のまだまだ７時ッ！」#４／お題でランウェイ[15]
- 2023年5月11日配信 - 「スタプラ研究生 THE FIRST ～追い風とストーリー～　メイキング映像」[16]
- 2023年5月18日配信 - 「スタプラ研究生 THE FIRST ～追い風とストーリー～　最高WonderfulTime」[17]
- 2023年5月22日配信 - ニコニコ生放送「佐々木彩夏ソロコンサート「AYAKA NATION 2023 in YOKOHAMA Arena ～FRIENDS～」独占生中継」[18]
- 2023年5月25日配信 - 「スタプラ研究生 THE FIRST ～追い風とストーリー～　MC内コーナー "研究BOX"」[19]
- 2023年6月1日配信 - 「スタプラ研究生 THE FIRST ～追い風とストーリー～　追い風とストーリー」[20]
- 2023年6月8日配信 - 「スタプラ研究生のまだまだ７時ッ！」#5／バラエティー道場①[21]
- 2023年7月6日配信 - 「スタプラ研究生のまだまだ７時ッ！」#9／芸能界常識クイズ①[22]